# Baïbokoum
Baïbokoum – miasto w Czadzie, w regionie Logon Wschodni, departament Monts de Lam; 9250 mieszkańców (2009), położone w południowej części kraju przy granicy z Kamerunem.